# Februarie 2003
Acest articol este generat integral pe baza informațiilor din articolul 2003 și este actualizat periodic de un robot.
 Editările făcute în articol vor fi șterse la următoarea actualizare! Dacă doriți să faceți modificări, editați articolul-sursă.

ianuarie -
februarie -
martie -
aprilie -
mai -
iunie -
iulie -
august -
septembrie -
octombrie -
noiembrie -
decembrie
Februarie 2003 a fost a doua lună a anului și a început într-o zi de sâmbătă.

## Evenimente
- 1 februarie: Naveta spațială americană Columbia s-a dezintegrat deasupra Texasului, la intrarea în atmosferă, toți cei șapte astronauți și-au pierdut viața în catastrofă.
- 4 februarie: Conducătorii Republicii Federale Iugoslavia reconstituie țara într-o uniune de stat liberă dintre Muntenegru și Serbia, care marchează sfârșitul statului iugoslav de 85 de ani.
- 14 februarie: După o jumătate de secol de la moartea regelui Carol al II-lea, rămășițele sale pământești au fost aduse în România din Portugalia, unde au fost depuse într-o capelă a Mănăstirii Curtea de Argeș.
- 15 februarie: Protest împotriva războiului din Irak: mai mult de 10 milioane de oameni au protestat în peste 600 de orașe din lume; cel mai mare protest care a avut loc împotriva unui război înainte ca acesta să înceapă.
- 26 februarie: Războiul din Darfur începe după ce grupurile rebele se ridică împotriva guvernului sudanez.
- 27 februarie: Fostul lider sârb bosniac Biljana Plavšić este condamnat de ICTY la 11 ani de închisoare pentru crime de război comise în timpul războiului bosniac.

## Nașteri
- 10 februarie: Blanco, cântăreț, rapper și compozitor italian
- 20 februarie: Olivia Rodrigo, actriță americană

## Decese
- 1 februarie: Michael P. Anderson, 43 ani, astronaut american (Columbia), (n. 1959)
- 1 februarie: David M. Brown, 46 ani, astronaut american (Columbia), (n. 1956)
- 1 februarie: Kalpana Chawla, 40 ani, astronaut americande etnie indiană (Columbia), (n. 1962)
- 1 februarie: Laurel Blair Salton Clark, 41 ani, astronaut american (Columbia), (n. 1961)
- 1 februarie: William C. McCool, 41 ani, astronaut american (Columbia), (n. 1961)
- 1 februarie: Rick Douglas Husband, 45 ani, astronaut american (Columbia), (n. 1957)
- 1 februarie: Ilan Ramon (n. Ilan Wolferman), 48 ani, astronaut israelian (Columbia), (n. 1954)
- 1 februarie: Herbert Wilhelmy, 92 ani, geograf german (n. 1910)
- 2 februarie: Eizo Yuguchi, 57 ani, fotbalist japonez (n. 1945)
- 3 februarie: Venanzo Crocetti, 89 ani, sculptor italian (n. 1913)
- 6 februarie: José Craveirinha, 80 ani, jurnalist, povestitor și poet mozambican (n. 1922)
- 10 februarie: Curt Hennig (Curtis Michael Hennig), 44 ani, wrestler american (n. 1958)
- 18 februarie: Isser Harel (n. Isser Halperin), 91 ani, politician israelian (n. 1912)
- 23 februarie: Robert K. Merton, 72 ani, sociolog american laureat al Premiului Nobel (1997), (n. 1910)
- 25 februarie: Alberto Sordi, 82 ani, actor și regizor italian (n. 1920)
- 26 februarie: George Togan, 92 ani, istoric român (n. 1910)
- 27 februarie: Wolfgang Larrazábal (Wolfgang Enrique Larrazábal Ugueto), 91 ani, președinte al Venezuelei (1958), (n. 1911)
- 27 februarie: Fred Rogers (Fred McFeely Rogers), 74 ani, prezentator TV american (n. 1928)